# Magyar Telekom

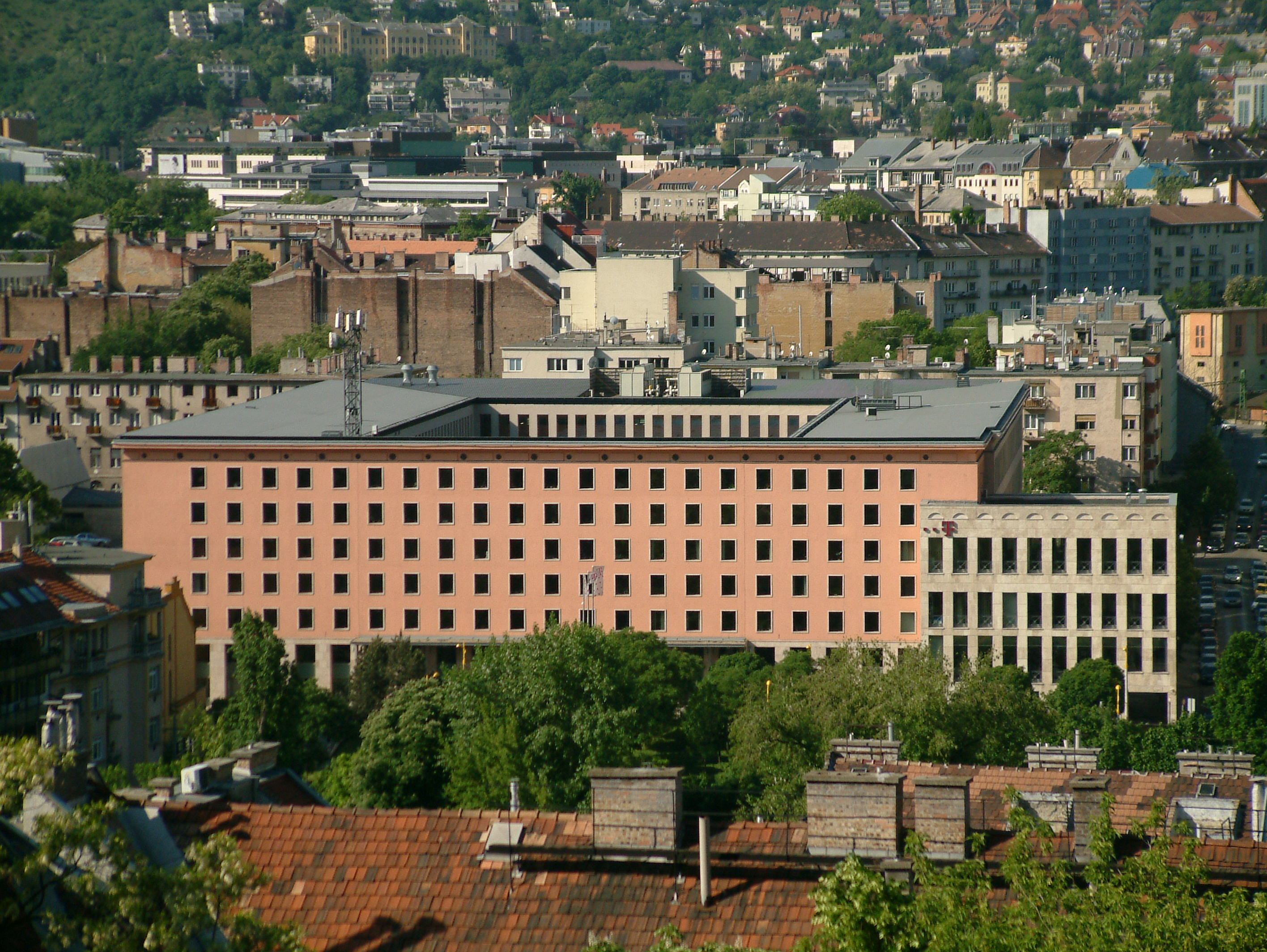
Головний офіс Magyar Telekom у Будапешті

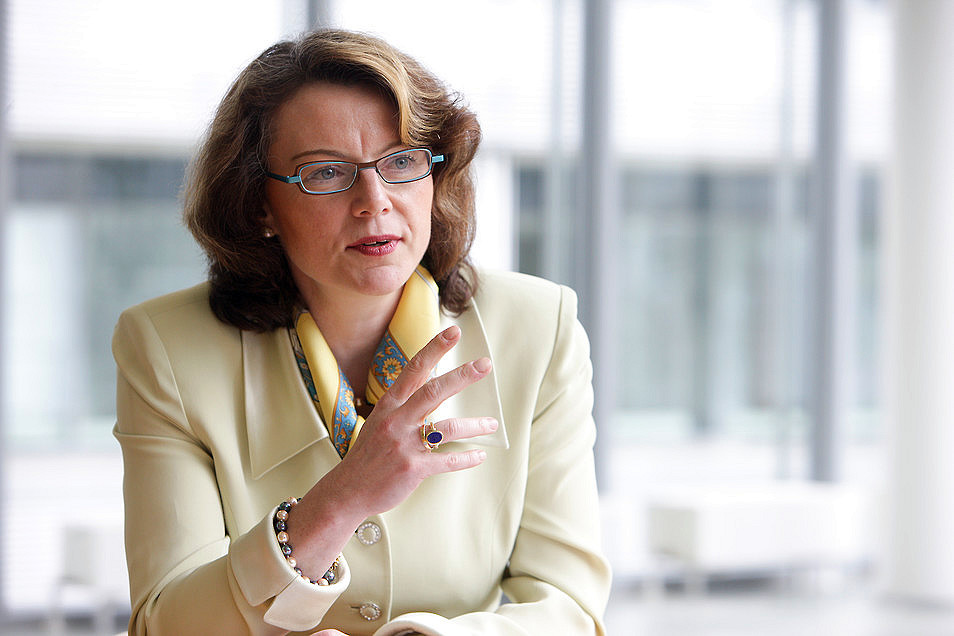
Президент компанії Керстін Гюнтер

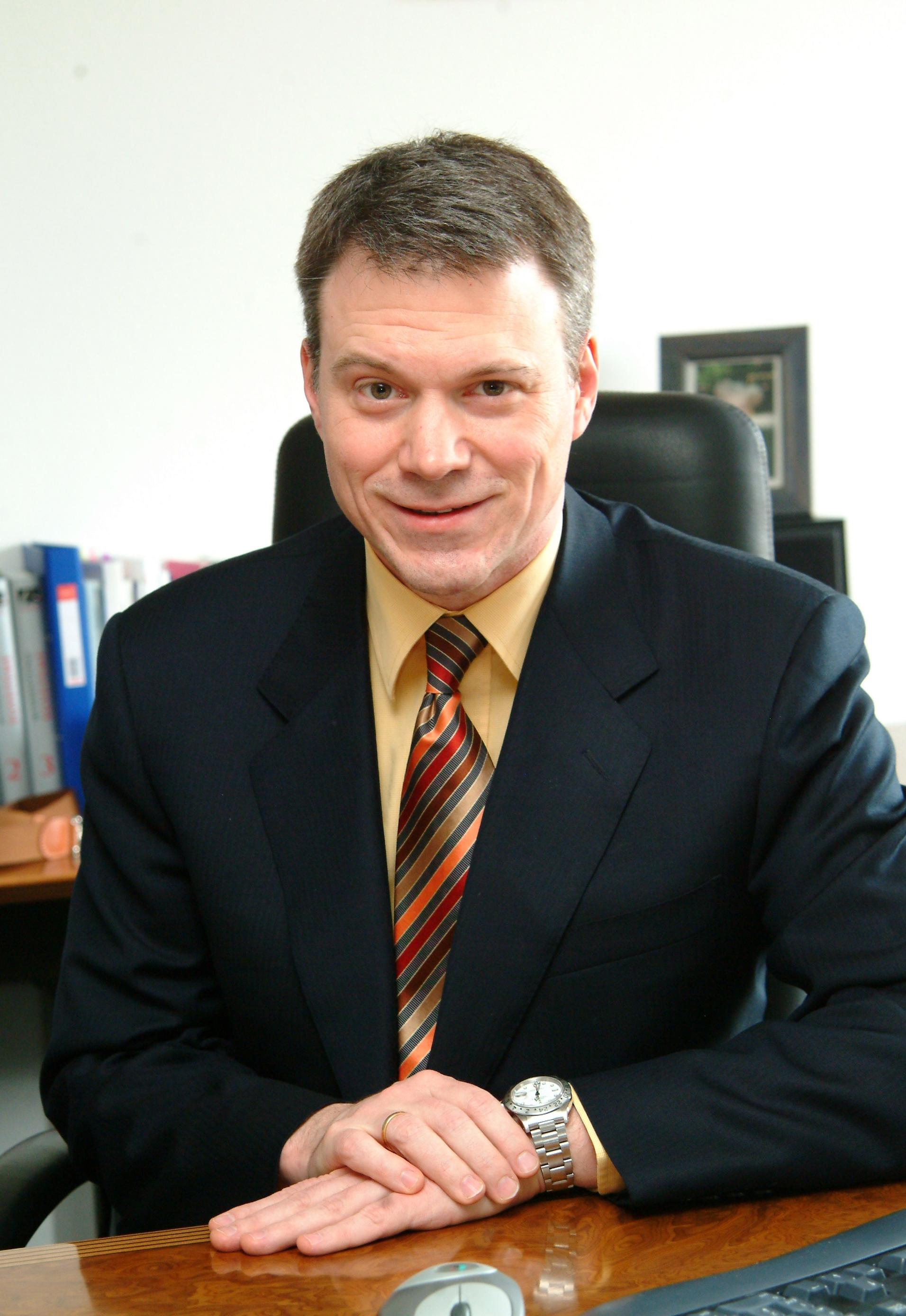
Генеральний директор компанії Кристофер Маттейсен

Magyar Telekom Nyrt. (повна назва Magyar Telekom Távközlési Részvénytársaság) — угорська телекомікаційна відкрита публічна компанія з обмеженою відповідальністю, що займається наданням послуг телефонного зв'язку (стаціонарний та мобільний), виходу в Інтернет та цифрового телебачення. Утворена в грудні 1989 року під назвою Magyar Távközlési Vállalat (з угор. — «Угорське телекомунікаційне підприємство») після розділу Угорської пошти на три окремі підприємства. 31 грудня 1991 року компанія стала відкритою публічною під назвою Magyar Távközlési Rt. чи скорочено MATÁV, та до кінця 1993 року була державною.
1 липня 1993 року Закон про телекомунікації набрав чинності, що дозволило приватизувати компанію. Компанію викуплено консорціумом MagyarCom, створеним компаніями Deutsche Telekom та Ameritech International, за 875 мільйонів доларів США. Материнська компанія Deutsche Telekom володіє 59,21 % акцій. Свою сучасну назву Magyar Telekom компанія отримала 6 травня 2005 року, хоча при цьому і нині в пресі та документах зустрічається назва Magyar Távközlési.

## Історія
31 грудня 1991 року одне з відділень Угорської пошти стало офіційним оператором зв'язку в Угорщині під зареєстрованою повною назвою Magyar Telecom Rt. чи скороченою Matáv. 22 грудня 1993 року укладено контракт про придбання компанії Matáv консорціумом MagyarCom, утвореним з Deutsche Telekom та Ameritech International (30,1 % акцій придбала Deutsche Telekom) за 875 мільйонів доларів США. Після угоди почали створюватися місцеві телекомунікаційні компанії. В охопленні Matáv у свій час було більше 70 % території Угорщини, де проживало 72% населення країни в 36 великих містах та общинах.

## Склад
Група Magyar Telekom Group охоплює три області телекомунікацій: провідний зв'язок, мобільний зв'язок та послуги для бізнесу. До складу групи входять компанії T-Home (злиття T-Com, T-Online та T-Kábel), T-Mobile (раніше Westel 900 і Westel) та T-Systems (раніше Matáv Üzleti Szolgáltatások Üzletág). В інших країнах група представлена своїми національними компаніями: в Македонії це Македонски Телеком та T-Mobile Macedonia, в Чорногорії — T-Crnogorski Telekom та T-Mobile Crna Gora (ранее MoNet), в Румунії — Combridge.

## Послуги та проекти

### ENUM
Одним із проектів, над яким працюють співробітники Magyar Telekom, це ENUM (E.164 NUmber Mapping) — технологія універсальних ідентифікаторів телефонних номерів, що дозволяє з'єднувати мережі класичної та IP-телефонії. Ця технологія дозволяє покращити якість телефонного зв'язку та Інтернет-з'єднання.

### WiMax
Magyar Telekom надає послуги зв'язку за технологією WiMax: ними створено власну експериментальну мережу.

### xDSL
Компанія надає вихід в Інтернет за технологіями ADSL2, ADSL2+, SHDSL та VDSL2.

### Оптоволоконний зв'язок
DWDM-системи надають підключення по оптоволоконній мережі з розрахунковою швидкістюю до 40 Гбіт/с. Компанія в даний час займається пошуком оптимальних параметрів для розташування елементів мережі в кожному великому місті Угорщини.